# Leyendas y teorías conspirativas del Titanic

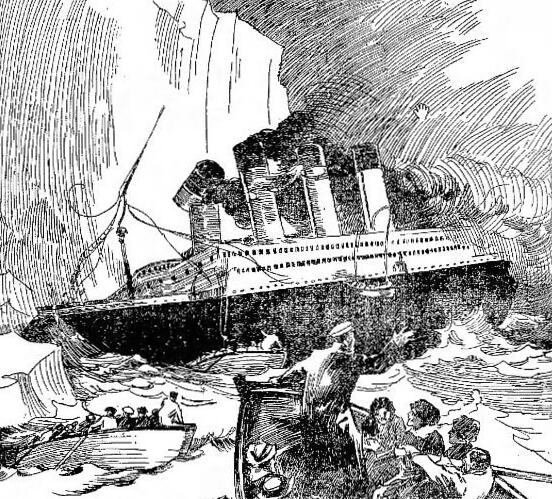
El hundimiento del Titanic inspiró muchas leyendas urbanas y teorías conspirativas.

Muchas leyendas y teorías conspirativas del hundimiento del Titanic surgieron después de que se desarrollaron los hechos. El hundimiento del transatlántico, considerado insumergible, la noche del 14 y 15 de abril de 1912 ha tenido una profunda influencia en la memoria colectiva. Los contemporáneos del naufragio, así como las generaciones posteriores, no logran comprender cómo un flamante barco, tan grande y poderoso, pudo hundirse en menos de tres horas, arrastrando consigo cerca de 1500 almas. En un momento en que los mitos y las maldiciones fascinaban, muchos lo vieron como una señal del destino.
Algunas de las leyendas están basadas en hechos y escritos comprobables, mientras que otras son pura invención. Las leyendas más famosas, y las que se prestan a la menor controversia, provienen de fuentes anteriores al hundimiento. Estos presentan sorprendentes coincidencias con los hechos ocurridos la noche del hundimiento. Novelas premonitorias, presagios, sueños extraños, serie de incidentes, momia egipcia maldita: el desastre alimenta muchos rumores, entre otros en círculos esotéricos.
Otras leyendas se formaron a partir de hechos muy reales. En ese momento, la imperiosa necesidad de comprender las razones del hundimiento llevó a muchos periodistas a cavilar sobre la realidad. Así cuestionaron, entre otras cosas, la velocidad del barco y su supuesta insumergibilidad. Otra teoría más reciente apunta a una conspiración para defraudar a las compañías de seguros: el Titanic habría sido intercambiado con su hermano gemelo, el Olympic. Si bien estas leyendas han sido refutadas por los especialistas, continúan alimentando la imaginación de algunos.

## Un evento que marca los espíritus
El 15 de abril de 1912, el mundo se entera de que el Titanic está en problemas después de chocar contra un iceberg. Durante el día, la noticia se va aclarando, hasta que, el primero, el New York Times anuncia que el transatlántico acaba de hundirse en el Atlántico provocando más de mil víctimas. El evento atrae entonces una verdadera batalla mediática: todo el mundo trata de obtener un testimonio inédito, y algunos como el del operador de radio Harold Bride los venden a precio de oro. Las redacciones de todos los periódicos se movilizan para el evento.
Este naufragio es de hecho significativo en varios puntos. La desaparición de varias personalidades como John Jacob Astor y Benjamin Guggenheim conmociona a la opinión pública; pero más aún, la muerte simultánea de más de mil personas conmociona de forma duradera la sensibilidad de un mundo que aún no ha vivido la Primera Guerra Mundial. El hundimiento conlleva pues repercusiones políticas, pero también culturales, ya que el Titanic nutre el imaginario colectivo, en particular a través de numerosas películas. En este terreno fértil, por lo tanto, no es de extrañar que hayan surgido creencias y leyendas populares.

## Leyendas esotéricas

### Escritos coincidentes

#### El hundimiento del “Titán”

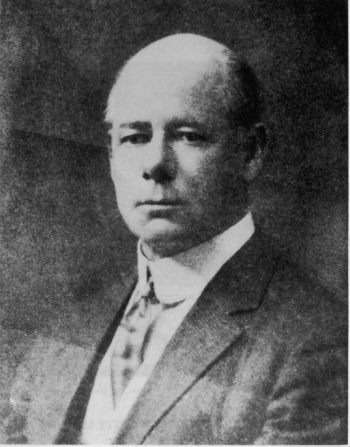
Morgan Robertson escribió en 1898 El hundimiento del Titán que guarda algunas similitudes con el hundimiento del Titanic.

En 1898, catorce años antes del hundimiento del Titanic, Morgan Robertson publicó una novela llamada Futility, más tarde rebautizada como The Wreck of the «Titan» (El naufragio del Titan o Futilidad, respectivamente). Imaginó allí un transatlántico de proporciones gigantescas para la época, el Titán. Con 243 metros de eslora (el mayor transatlántico de la época, entonces en construcción, era el Oceanic, 214 metros), fue considerado insumergible por sus propietarios gracias a sus numerosos compartimentos estancos, y fue botado a toda velocidad por el Norte Atlántico en cuanto a una colisión frontal con un iceberg, «el único objeto flotante que no puede superar», no podía tocar suficientes compartimentos para hundirlo. El barco también exhibe un lujo y una potencia inigualables, y sus propietarios planean que establezca un récord de velocidad entre Nueva York y Liverpool.
Durante su travesía, el transatlántico chocó contra un iceberg en el lado de estribor y se hundió. El barco no estaba equipado con suficientes canoas, el hundimiento causó muchas víctimas. A la luz del hundimiento del Titanic, muchos comienzan a ver aquí una coincidencia inquietante. Los puntos comunes entre los dos barcos son, en efecto, numerosos: ambos se hundieron en abril, golpearon un iceberg por el lado de estribor, llevaban la cantidad de botes salvavidas requeridos por la ley, pero escaseaban, y eran los barcos más grandes en funcionamiento en ese momento. Sin embargo, también aparecen diferencias importantes en el libro, particularmente en cuanto al curso del hundimiento, y las inconsistencias marcan la historia. Así, queda el debate de si el autor (también amante de lo paranormal como muchos de sus contemporáneos) había vaticinado el hundimiento del Titanic, o si, como fino conocedor del mundo marítimo, se había contentado con anticipar novedades previsibles y previsibles. probable consecuencia de ello. Para muchos, de hecho, un especialista en este campo podría haber sospechado que, tarde o temprano, los barcos se volverían demasiado grandes y sin suficientes medios de rescate, y que un naufragio tomaría entonces proporciones catastróficas.

#### Historias de William Thomas Stead

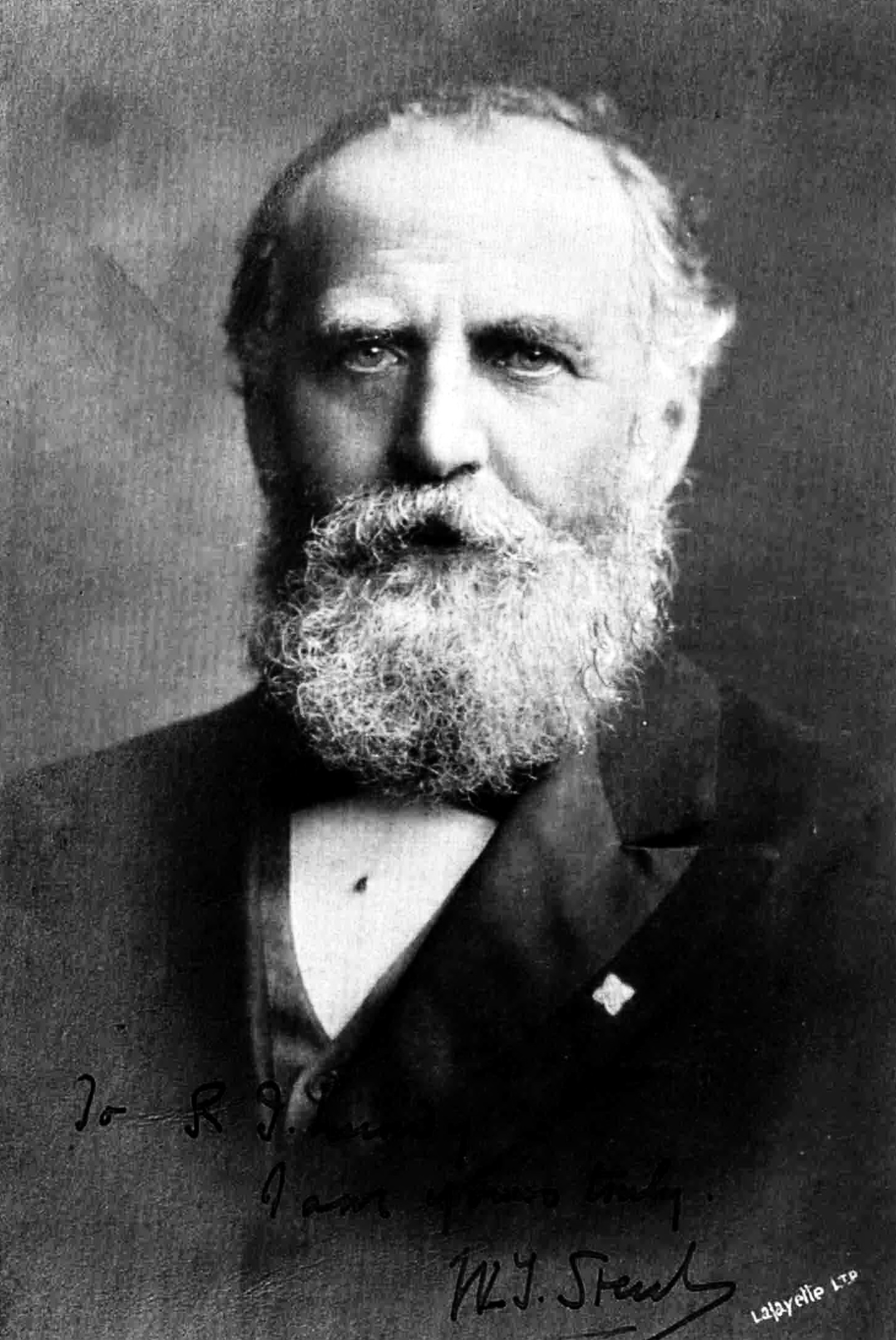
William Thomas Stead, autor de varios artículos sobre seguridad en el mar, pereció en el hundimiento.

Otro autor es citado regularmente en obras relacionadas con el Titanic, William Thomas Stead. Stead fue un conocido periodista, editor de Pall Mall Gazette y más tarde de Review of Reviews. En particular, aportó mucho a la presentación de periódicos al introducir titulares, caricaturas y editoriales para atraer la atención de los lectores. Hombre de luchas, está comprometido con muchas causas. Lucha contra la prostitución infantil y la pobreza a través de foros publicados en sus periódicos  Una de sus batallas es la seguridad en el mar y la falta de instalaciones de rescate.
En 1886 escribió el relato corto How the Mail Steamer went down in Mid Atlantic by a Survivor sobreviviente para The Pall Mall Gazette. Cuenta cómo se hunde un barco tras chocar con otro. Las víctimas son numerosas por la falta de medios de rescate. Stead concluye: « Esto es exactamente lo que podría suceder y sucederá si los transatlánticos se hacen a la mar con muy pocas canoas. El autor participa en un ejercicio similar en 1892 con From the Old World to the New, en el que un » que viaja a bordo del Majestic de White Star Line ayuda a rescatar a los pasajeros de un barco hundido por un iceberg. El Majestic realmente existe y, tanto en el cuento como en la realidad, su oficial al mando es Edward Smith. Veinte años después, el hombre comanda el Titanic para su viaje.
Stead es también un ferviente amante del espiritismo y consulta regularmente a los médiums. Publica una revista sobre el tema, Borderland, y se involucra en experimentos de escritura automática, extractos de los cuales publica en sus Cartas a Julia. En abril de 1912, invitado por el presidente William Howard Taft a una conferencia sobre la paz mundial, se embarcó en el Titanic y pereció en el hundimiento. Este conjunto de coincidencias se presta, como la obra de Robertson, al debate entre los partidarios de una tesis sobrenatural y los defensores de un enfoque más racional.

### Hechos interpretados como malos augurios

Según los informes, los trabajadores irlandeses de los astilleros Harland and Wolff vieron el número de serie del Titanic como un ataque al Papa.

Varios hechos ocurridos antes y durante la travesía fueron considerados malos augurios para el barco.
Una historia temprana dice que cuando se construyó el Titanic por primera vez, su número de serie era 390 904. Escrito a toda prisa y observado en un espejo, algunos ven la inscripción «No Pope» («No Papa»), que inquieta a los trabajadores católicos de los astilleros Harland and Wolff de Belfast en un contexto de tensiones religiosas especialmente fuertes. Amenazan con ir a la huelga, y es necesario que Lord Pirrie, director de los astilleros, explique que es solo una coincidencia para que se reanuden los trabajos. Pero la verdad es bastante diferente: el Titanic no tenía número de casco cuando se construyó. Estaba identificado con el número de astillero 401 y su denominación en el registro mercantil era en realidad 131 428. Además, los trabajadores eran casi todos protestantes, por lo que el Papa no tenía autoridad sobre ellos.
Además, se está extendiendo una leyenda sobre el barco: la construcción iría a un ritmo tan frenético que un trabajador habría muerto emparedado en el casco. Este no es el caso, sin embargo. En cambio, un trabajador fallece a raíz de un accidente durante la botadura del buque. A veces se dice que el Titanic estaba maldito porque no había sido bautizado. Cierto es que la ceremonia de bautizo acompañada de la rotura de una botella de champán sobre el casco no se llevó a cabo. Sin embargo, esto no es específico del forro. Los astilleros de Harland and Wolff y la White Star Line acordaron no realizar esta ceremonia que, si no se realizaba, podría dar lugar a su parte de supersticiones.
La travesía también trae algunos sustos a los pasajeros. El día de su salida del puerto de Southampton, el Titanic arrastró a su paso al vapor New York que estaba entonces en el muelle, y estuvo a punto de chocar contra él. Si bien los dos barcos están separados por sólo un metro, la destreza de las tripulaciones de los remolcadores hace posible evitar el accidente. Algunos ven este incidente como un mal. Una carta publicada durante la escala en Queenstown y hecha pública en 2007 muestra que al pasajero Alfred Rowe no le gustaba el barco y se había visto muy afectado por el incidente. Del mismo modo, el segundo al mando Henry Wilde le escribió a su hermana poco antes de partir: «Realmente no me gusta este barco... Tengo un presentimiento extraño».
Un incidente final ocurre durante la escala irlandesa en Queenstown. A medida que los transbordadores embarcan y desembarcan pasajeros, un fogonero sube a la parte superior de la cuarta chimenea del barco, maniquí, y asusta a los pasajeros. La aparición de este hombre con el rostro cubierto de hollín aterroriza a los más temerosos, y también da lugar a supersticiones de todo tipo. En su testimonio The Loss of S.S. «Titanic», Lawrence Beesley relata:

Había entrado como una broma, pero algunos de los que lo vieron lo vieron como una señal de “mal augurio”, que presagiaba peligros desconocidos por venir. Una estadounidense (¡que me perdone si lee estas líneas!) me dijo con la más profunda convicción y sinceridad que vio a este hombre y le atribuye en gran medida el hundimiento del Titanic. ¡Tonterías locas, se podría decir! Sí, absolutamente, pero no para quienes creen en ello; y no es bueno que tales rumores de peligro circulen entre los pasajeros y la tripulación: parece tener una influencia nociva para la salud.

### Leyendas inventadas

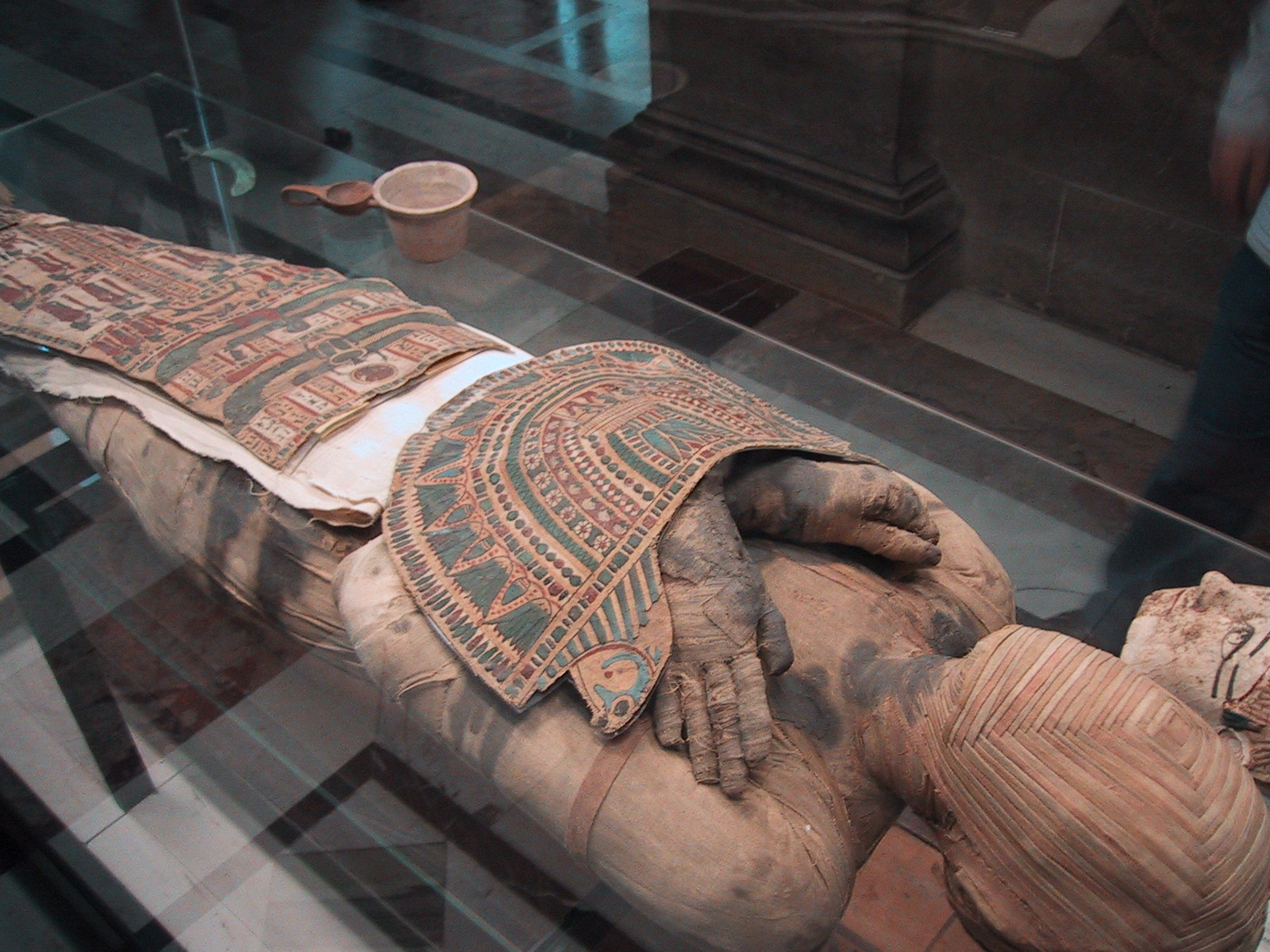
Cuenta una leyenda que una momia trajo una maldición al Titanic (imagen ilustrativa).

Si los hechos enunciados hasta aquí están probados y han sido, para algunos, objeto de extrapolaciones posteriores sobre las cuales difieren las opiniones, las leyendas aquí citadas son falsas, o derivan de hechos que han sido ampliamente transformados. Una leyenda tenaz se refiere a una momia que habría maldecido el barco. Varía según las versiones. : a veces sería una momia entregada para un coleccionista estadounidense ; para otros, sería John Jacob Astor quien lo trajo de sus vacaciones en Egipto. De cualquier manera, la momia habría maldecido el barco y lo habría hundido. Sin embargo, no se hace mención de una momia en los del cargamento del barco. Esta leyenda encuentra su origen en la historia de una momia maldita que William Thomas Stead habría contado a sus compañeros de viaje durante la travesía.
Otro pie de foto se refiere a un conductor, Frank «Lucky» (o «Lucks») Tower, que se cree que sobrevivió a los hundimientos del Titanic, Empress of Ireland y Lusitania. Sin embargo, ninguna lista de tripulantes confirma su existencia, y lo más probable es que se trate de una leyenda urbana inspirada en la azafata Violet Jessop y el chófer: ambos sobrevivieron al choque entre el Olympic y el Hawke, al hundimiento del Titanic y al del Britannic. Priest también sobrevivió a otros dos naufragios durante Guerra Mundial.[./Leyendas_y_teorías_conspirativas_del_Titanic#cite_note-FOOTNOTEGérard_Piouffre200989-1 [1]]
Otra leyenda muestra a primera vista alguna conexión con el hundimiento del Titanic. El 13 de abril de 1935, un carguero británico, que transportaba carbón desde Newcastle upon Tyne a Halifax, yace en la oscuridad de la noche cerca del área donde se hundió el Titanic. Uno de los observadores, William Reeves, cuenta que en 1967 se sintió repentinamente invadido por la ansiedad, como alertado por un sexto sentido. No pudo evitar «¡Obstáculo en línea recta!». Entonces, un iceberg habría surgido de la oscuridad y el carguero se habría detenido frente a él, antes de ser bloqueado por el hielo. Según Reeves, el barco se encontraba entonces en el lugar exacto del hundimiento del Titanic. Varias fuentes, en particular Philippe Masson en su obra Le Drame du Titanic, también mencionan que Reeves nació el 15 de abril de 1912, el día que se hundió el Titanic. En realidad, este carguero, que casualmente se llamaba Titanian, se encontraba a bastante distancia del lugar del hundimiento, y hay informes de daños por colisión con el hielo.

## Reinterpretación de hechos y teorías alternativas

### Relectura contemporánea de los hechos

#### Una insumergible blasfema

Aunque el término insumergible se aplicó a muchos barcos, se consideró una ofensa a Dios. Los propietarios del barco, por su parte, se habían contentado con elogiar la robusta composición del transatlántico.

La historia a menudo registra que el Titanic tenía la reputación de ser insumergible forjado por sus propietarios y que, irónicamente, el transatlántico insumergible se hundió. Esta es una visión errónea de las cosas. Ni White Star Line ni los astilleros de Harland and Wolff nunca avanzaron en la insumergible del Titanic antes de su hundimiento. La revista náutica The Shipbuilder por su parte, había hablado de los compartimentos estancos de los buques de clase Olympic, que los hizo «virtualmente insumergible». Esto llevó gradualmente a una reputación de insumergible a los ojos de un público muy confiado en los desarrollos tecnológicos de la época. Este sentimiento se ve reforzado por una serie de desastres evitados en el pasado. Así, en 1879, el Arizona, el transatlántico más grande del mundo, chocó de frente con un iceberg. Sin embargo, sus mamparos estancos lo protegieron y le permitieron llegar a tierra firme sin sufrir bajas  Lo mismo ocurre con el Republic que, embestido por otro transatlántico en 1909, se hundió en casi 38 horas, provocando sólo víctimas.
La idea de un barco insumergible no está ligada exclusivamente al Titanic. En 1907, el comandante Edward Smith dijo del Adriático que no podía imaginar una situación que pudiera hundir el barco Para muchos pasajeros del Titanic, sin embargo, está presente la idea de que su barco era insumergible. Así, un pasajero canadiense escribió en una carta que viajaba en « un nuevo transatlántico insumergible». Del mismo modo, tras el hundimiento, el Daily Mirror gusta recordar que un tripulante habría declarado que « Dios mismo no podría hundir este barco».
El pensamiento de que el Titanic es un insulto a Dios y, por lo tanto, está maldito, también se encuentra a bordo del barco. Eva Hart, que entonces tenía siete años, cuenta que su madre durmió durante el día y se quedó despierta durante la travesía, segura de que algo malo sucedería.

#### Exceso de velocidad

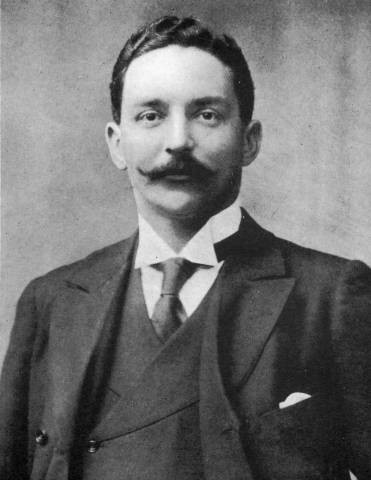
Una teoría es que el presidente de White Star Line, Bruce Ismay, influyó en el hundimiento al exigir aumentar la velocidad del barco.

En general, se acepta que el Titanic viajaba demasiado rápido en una peligrosa zona de hielo, y que esta velocidad fue uno de los factores que llevaron a la colisión con el iceberg. Sin embargo, esta velocidad no es alta en comparación con las prácticas de la época. Al ser interrogado por la comisión británica sobre el hundimiento dirigida por Lord Mersey, el Capitán Pritchard, del Mauretania, dijo: «Siempre que el clima esté despejado, siempre voy a toda velocidad. Veintiseis nudos». Apfel, superintendente de Red Star Line, dijo: «Creo que todos los comandantes te darán la misma respuesta; no disminuirán la velocidad a menos que el clima se vuelva denso y brumoso. Del mismo modo, durante esta Junta de Investigación, el segundo oficial Charles Lightoller afirmó que durante los 24 dernières años, gran parte los cuales los ha pasado en el Atlántico, la velocidad nunca se ha reducido en su presencia».
A veces se argumenta que el Titanic fue botado a toda velocidad (entre 21 y 22 nudos la noche del hundimiento) con la esperanza de permitir que la White Star Line conquistara el Blue Ribbon, premiando a la travesía más rápida del Atlántico. Sin embargo, la velocidad máxima que podría alcanzar el transatlántico se estima en 24 o 25 nudos. Sin embargo, el Mauretania, entonces poseedor de la Cinta Azul desde 1907, había establecido un récord a una velocidad superior a 26 nudos. Por lo tanto, esta teoría es errónea.
También se alega que el presidente White Star Line Joseph Bruce Ismay, trató de influir en el comandante Smith para que el barco llegara a Nueva York el martes por la noche en lugar del miércoles. El testimonio de una pasajera, Elizabeth Lines, tiende a corroborar esta. De manera similar, la viuda del empresario Arthur Ryerson hace una declaración en este sentido, pero probablemente sea engañosa. Sin embargo, varios argumentos tienden a indicar que el Titanic sí debía llegar el miércoles a Nueva York. De hecho, se planeó una ceremonia, y una llegada anticipada habría planteado problemas organizativos. Además, las fotografías tomadas por Francis Browne el día de la salida muestran que el transatlántico realizó durante un tiempo pruebas mecánicas y adoptó una trayectoria en zigzag que no corresponde a ningún intento de récord. Finalmente, Ismay se había opuesto enérgicamente, durante la travesía inaugural de los Juegos Olímpicos un año antes, a una llegada el martes por la noche en lugar del miércoles.
Sea como fuere, nada se le reprocha finalmente a Ismay por parte de las comisiones sobre el hundimiento. La comisión de investigación británica concluye que la velocidad del barco se debió a la costumbre ya una práctica fuertemente anclada, y que el hundimiento permitió demostrar que esta práctica no estaba adaptada.

### Teorías alternativas sobre el hundimiento

#### Incendio
En 2004, el ingeniero estadounidense Robert H. Essenhigh planteó la teoría de que la excesiva velocidad del Titanic se debía a un incendio en sus carboneras que solo podía extinguirse en la ciudad de Nueva York, por lo que había que llegar lo antes posible. Esta teoría se basa en un hecho probado. El 2 de abril de 1912, se detectó un incendio en el búnker de carbón n.º 10. Este es un caso de combustión espontánea, un hecho común a bordo de navíos.
El fuego fue rápidamente controlado, pero fue necesario esperar al 13 de abril para que se apague por completo. Sin embargo, no se observaron daños en el mamparo hermético cercano y el fuego no tuvo ningún papel en el naufragio. Además, dado que el incidente se resolvió el día anterior al hundimiento, no puede justificar la velocidad del buque ese día.

#### Juntas de dilatación demasiado débiles

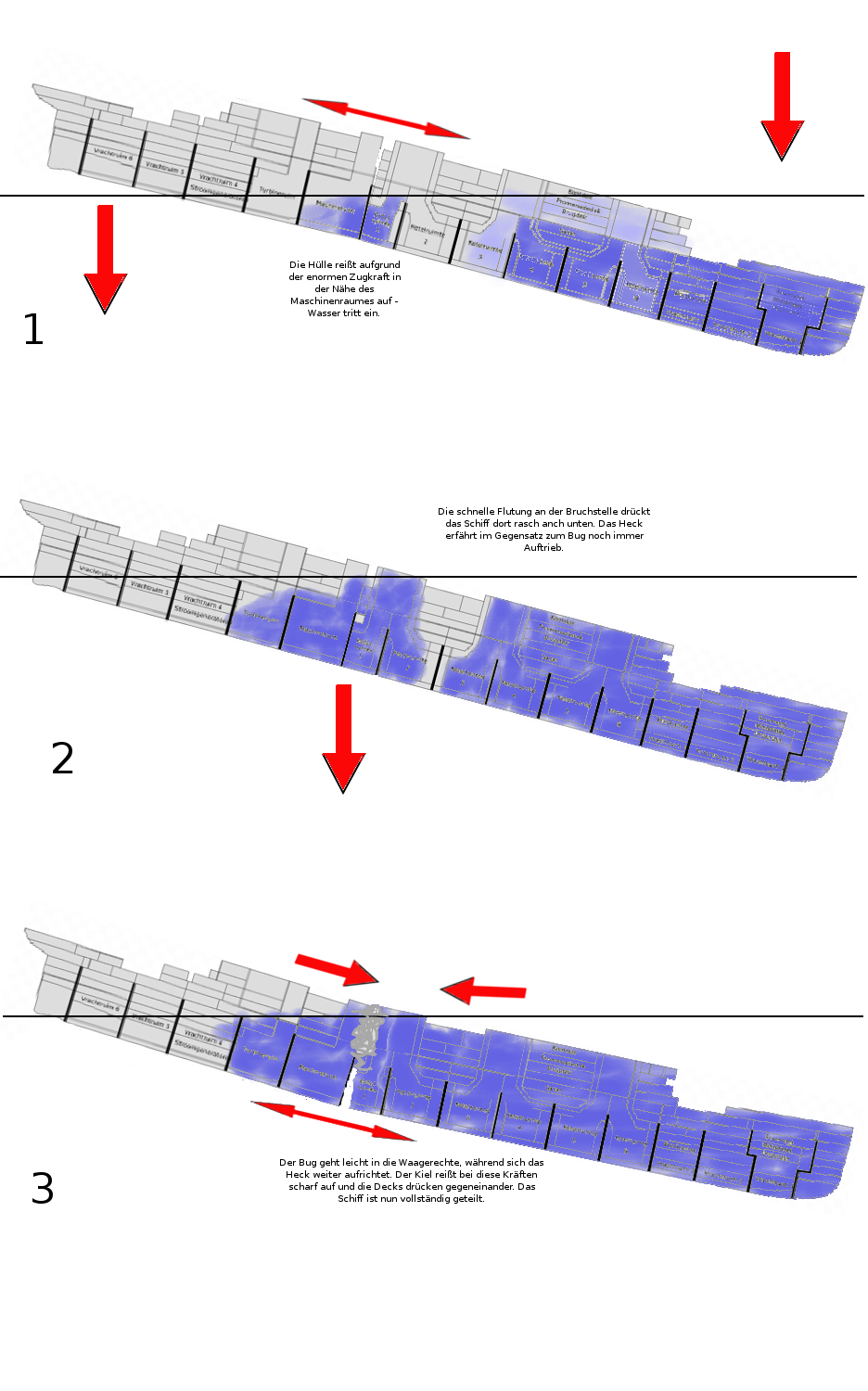
La teoría de Robert Long asume que el barco se habría roto desde abajo en lugar de desde arriba, debido a sus juntas de expansión.

Hasta que se descubrieron los restos del Titanic en 1985, quedaba la duda de que el barco se hubiera partido en dos. Esta duda ahora está despejada, y es seguro que el revestimiento se rasgó entre el tercer y el cuarto embudo durante su naufragio. Todavía existe cierta duda sobre el papel que jugaron las joints de dilatation del barco. Generalmente se considera que su papel ha sido mínimo, si no nulo.
Un documental producido por History Channel[¿cuál?] ha dado lugar a nuevos estudios sobre el tema. El arquitecto Robert Long desarrolló así la teoría de que el sello de popa debilitaba el barco, que de otro modo se rompería en un ángulo bajo con la superficie del mar. Este sentimiento parecía reforzado por el hecho de que los sellos del Britannic se mejoraron posteriormente. Sin embargo, las simulaciones por computadora han demostrado que esta teoría no funciona. Fue por comodidad que se mejoró el Britannic, y los sellos no influyeron en el hundimiento del Titanic, ya que solo afectaron la superestructura del barco. Por lo tanto, su debilidad no justifica la ruptura.
El hecho de que el Titanic se rompiera en un punto concreto tiene su origen en la disposición interior del transatlántico. El barco se ha roto donde es más débil. El espacio entre las dos chimeneas de popa alberga de hecho la Gran Escalera de popa y la sala de máquinas, que son grandes espacios vacíos.

#### La teoría del intercambio de barcos

##### Presentación de la teoría

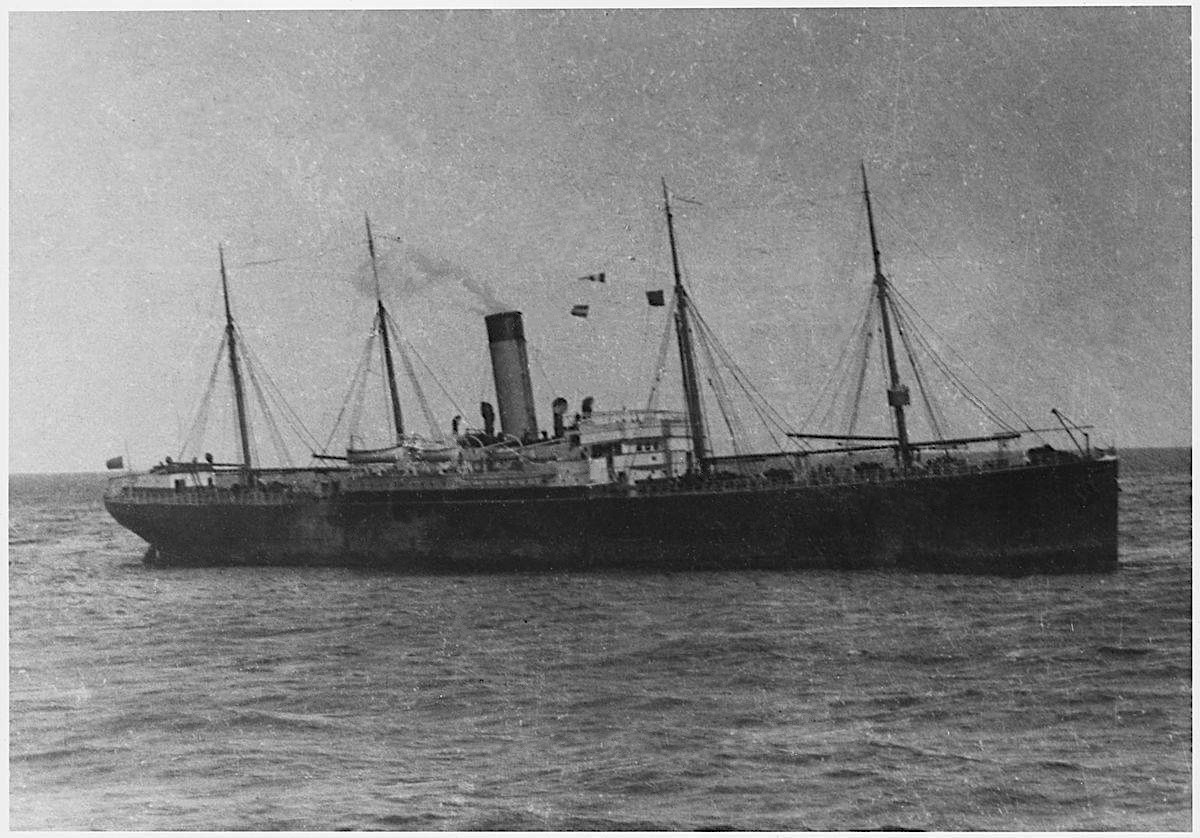
Selon Robin Gardiner, le Californian a été complice d'une escroquerie qui aurait mal tourné.

Robin Gardiner y Dan van der Vat publicaron The «Titanic» Conspiracy en 1996, seguido al año siguiente por el propio libro de Gardiner, «Titanic», The Ship That Never Sank ("Titanic", el barco que nunca se hundió). Estos autores exponen una teoría según la cual el Titanic y su gemelo el Olympic habrían sido intercambiados como parte de una estafa de seguros llevada a cabo por la White Star Line, estafa que no se habría producido como estaba previsto.
La teoría encuentra su base en hechos reales. En septiembre de 1911, mientras el Titanic aún estaba en construcción, el Olympic chocó con el crucero Hawke en el puerto de Southampton. Según Gardiner, el revestimiento está muy dañado por el incidente y solo puede repararse después de un trabajo costoso y prolongado. La White Star Line habría optado entonces por reemplazar el Olympic por el Titanic, que Gardiner cree que cuesta mucho más. Sería pues el Titanic el que tras el « refacción, se habría hecho a la mar para una carrera de casi 25 años.
Por el contrario, el Olympic habría sido reparado a toda prisa y presentado como el Titanic. A principios de abril de 1912, se sometió a sus pruebas en el mar, interrumpidas porque el barco no podía soportar altas velocidades, y luego partió para prestar servicio en su «viaje inaugural». En realidad, el objetivo sería encontrar una manera de recuperar el seguro del Titanic hundiendo el menos costoso Olympic. Luego, el barco debía llegar a un punto de encuentro definido en el Atlántico norte, donde dos barcos de rescate lo habrían encontrado: el Californian y un buque desconocido. Luego, el falso Titanic fue supuestamente hundido por la tripulación por orden de los tres oficiales de mayor rango (el comandante Smith, su segundo al mando Wilde y el primer oficial Murdoch), las únicas personas conscientes de la maquinación. Habiendo muerto estos tres hombres en el hundimiento, esto explica según Gardiner que nadie haya denunciado la estafa, los pasajeros podrían haber sido trasladados a barcos de rescate.
Sin embargo, los eventos no habrían ido según lo planeado, y el Titanic falso habría golpeado al barco de rescate no identificado, causando daños irreparables al barco que lo habrían hundido más rápido de lo esperado. El hielo visto en la cubierta por los pasajeros se habría caído de los cables del telégrafo en el momento del impacto, y el barco embestido habría disparado bengalas de socorro.

##### Consecuencias y refutación

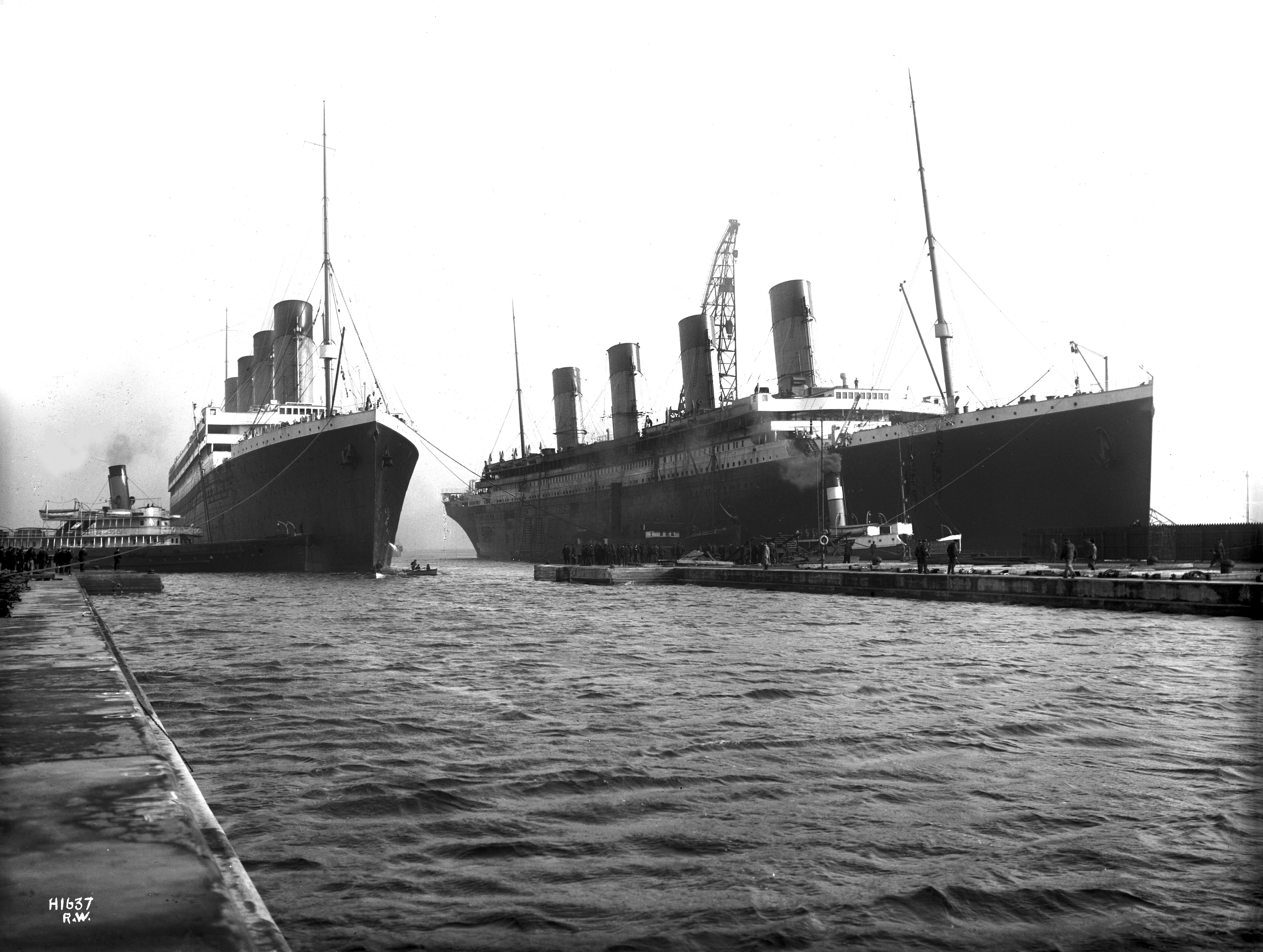
Según Robin Gardiner, el Titanic y el Olympic fueron intercambiados como parte de una estafa.

La teoría de Gardiner fue muy publicitada cuando se publicó y fue emulada. Los videos y los informes ocupan los puntos principales. Este ascenso en el poder empuja a reaccionar a un cierto número de historiadores especializados. Así, en 2004, Bruce Beveridge y Steve Hall publicaron Titanic & Olympic: The Truth behind the Conspiracy (Titanic y Olympic: La verdad más allá de la conspiración). El historiador naval Mark Chirnside presentó una memoria de 40 páginas sobre el tema en 2006. La teoría también despierta reacciones de indignación, y el sitio especializado Titanic-Titanic.com establece un paralelismo entre la teoría de Gardiner y la de la Tierra plana.
Varios puntos van en contra de esta teoría. La primera es que muchas partes encontradas en los restos del Titanic (en particular una hélice) llevan el número de serie del barco (401) grabado por los astilleros durante la construcción del transatlántico, y no el del Olympic (400). Tampoco se encontraron rastros de las letras M y P que Gardiner dijo que vio en los restos, a diferencia de una A. Contrariamente a lo que dice la teoría del comercio, el barco que se hunde se llamaba Titanic y no Olympic Mark Chirnside señala además una inconsistencia en el razonamiento de Gardiner, quien explica en varias páginas que el nombre Olympic fue borrado de las campanas del barco para no despertar sospechas, y además dice que el barco aún mostraba con orgullo su nombre en el puerto de Southampton para que nadie se diese cuenta.
Por otro lado, no hay ninguna fuente que indique que el Olympic haya sufrido daños más extensos que los que se han informado oficialmente. Así, donde Gardiner dice que el daño se extendió a la quilla del transatlántico, toda la evidencia parece estar de acuerdo en que las brechas creadas por el Hawke no afectaron esa parte del barco. Finalmente, uno puede preguntarse sobre la rentabilidad de la estafa, estando el Titanic asegurado solo por dos tercios de su valor. El White Star también había demostrado, en 1907, que se preocupaba por sus barcos: de hecho, cuando la proa del Suevic, dañada por las rocas, resultó inutilizable, la compañía hizo cortar el tercio dañado del barco y construyó una nueva proa para su revestimiento, cuya carrera continuó. Por lo tanto, es poco probable que la empresa hubiera renunciado al Olympic.

### Sobre la Reserva Federal de EE.UU.
Otra teoría es que el barco fue construido para atraer a los principales hombres opuestos a la creación de la Reserva Federal de los Estados Unidos (que entró en vigor al año siguiente) a una trampa, para que su muerte lo favoreciera. Estos tres hombres son Benjamin Guggenheim, Isidor Straus y John Jacob Astor IV. Esta teoría de la conspiración, junto con otras, resurgió tras el accidente del sumergible Titán en junio de 2023.